# Piper azupizuanum
Piper azupizuanum är en pepparväxtart som beskrevs av William Trelease. Piper azupizuanum ingår i släktet Piper och familjen pepparväxter. Inga underarter finns listade i Catalogue of Life.